# Övre Fisklössjön
Övre Fisklössjön är en sjö i Krokoms kommun i Jämtland och ingår i Indalsälvens huvudavrinningsområde. Sjön har en area på 0,649 kvadratkilometer och ligger 648 meter över havet. Sjön avvattnas av vattendraget Fisklösån.

## Delavrinningsområde
Övre Fisklössjön ingår i det delavrinningsområde (708536-139578) som SMHI kallar för Utloppet av Övre Fisklössjön. Medelhöjden är 781 meter över havet och ytan är 6,54 kvadratkilometer. Räknas de 8 avrinningsområdena uppströms in blir den ackumulerade arean 35,44 kvadratkilometer. Fisklösån som avvattnar avrinningsområdet har biflödesordning 4, vilket innebär att vattnet flödar genom totalt 4 vattendrag innan det når havet efter 300 kilometer. Avrinningsområdet består mestadels av skog (43 procent) och kalfjäll (47 procent). Avrinningsområdet har 0,65 kvadratkilometer vattenytor vilket ger det en sjöprocent på 9,9 procent.